# 간석로
간석로(Ganseok-ro)는 인천광역시 남동구 간석동에 있는 도로로, 총 연장은 1.068 km이다. 도로의 명칭이 유래된 것은 행정구역명인 "간석동"을 이용하여 간석로로 제명되었다.

## 역사
- 2009년 11월 16일 : 도로명으로 간석로를 고시

## 주요 경유지
- 남동구
  - 간석3동

## 접촉하는 도로
- 경인로 (국도 제46호선)
- 용천로

## 주요 건물 및 시설
- 리코팰리스 (간석로 2/간석동 109-2)
- 현대맨션 (간석로 3/간석동 73-26)
- 도시공간 (간석로 10/간석동 107-3)
- 삼보그린빌 (간석로 12/간석동 106-2)
- 베네시안2차 (간석로 14/간석동 106-7)
- 우진빌라 (간석로 33/간석동 86-10)
- 무한레뷰빌 (간석로 34/간석동 101-6)
- 리치하이빌 (간석로 36/간석동 101-5)
- 세종에이팩스 (간석로 40/간석동 100-1)
- 향나무맨션 (간석로 45/간석동 91-10)
- 페이브시티 (간석로 54/간석동 92-1)
- 정의빌라 (간석로 55/간석동 53-4)
- 한양어린이집 (간석로 56/간석동 52)
- 백승빌라 (간석로 58/간석동 52-1)
- 보문하이츠 (간석로 59/간석동 53-7)
- 두원파크빌라 (간석로 61/간석동 35-2)
- 유영아파트 (간석로 68/간석동 48-1)
- 광림타운빌라 (간석로 70/간석동 47-1)
- 대영빌라 (간석로 76/간석동 37-186)
- 한양빌라 (간석로 77/간석동 37-184)
- 홍익빌라 (간석로 79/간석동 37-195)
- 영동빌라 (간석로 81/간석동 37-199)
- 청양빌라 (간석로 82/간석동 37-517)
- 홍익아트빌라 (간석로 83/간석동 37-202)
- 청농빌라 (간석로 85/간석동 37-203)
- 덕원빌라 (간석로 86/간석동 37-211)
- 공원주택 (간석로 87/간석동 37-441)
- 청해빌라 (간석로 88/간석동 37-209)
- 부영빌라 (간석로 90/간석동 37-231)
- 우진5차 (간석로 91/간석동 37-234)
- 청솔의집 (간석로 92/간석동 37-4)
- 효진파크빌리지 (간석로 93/간석동 37-236)
- 해창그린빌라 (간석로 94/간석동 37-5)
- 새빛하이츠 (간석로 95/간석동 37-240)
- 이화빌라 (간석로 96/간석동 37-508)
- 서진빌라 (간석로 99/간석동 37-80)
- 신세계빌라 (간석로 100/간석동 37-89)
- 간석그린빌라 (간석로 102/간석동 37-90)
- 동아빌라 (간석로 103/간석동 37-85)
- 청산그린빌라 (간석로 104/간석동 37-479)